# Bela Vista de Goiás
Bela Vista de Goiás este un oraș în Goiás (GO), Brazilia.